# Parlamentswahl in Grönland 2025
- IA: 7
- S: 4
- N: 8
- D: 10
- A: 2

Die Parlamentswahl in Grönland 2025 war die 15. Wahl des Inatsisartut und fand am 11. März 2025 statt.
Die Wahl erreichte noch größere internationale Aufmerksamkeit als die Wahl vier Jahre zuvor. Dies lag an der gesteigerten geopolitischen Bedeutung Grönlands durch dessen militärstrategisch bedeutende Lage. In den Monaten zuvor hatte US-Präsident Donald Trump mehrfach geäußert, die Kontrolle über Grönland übernehmen zu wollen, während in den Jahren zuvor zahlreiche von Dänemark verantwortete Skandale aus der Postkolonialzeit in der zweiten Hälfte des 20. Jahrhunderts aufgedeckt wurden, was die grönländische Unabhängigkeitsbewegung stärkte.
Vorläufigen Ergebnisse zufolge gelang den Demokraatit unter Jens Frederik Nielsen mit einer Verdreifachung der Wählerstimmen ein Erdrutschsieg, sie wurde somit erstmals stärkste Partei. Die bisherige Regierungspartei Inuit Ataqatigiit unter Múte B. Egede erhielt überraschend nur die drittmeisten Stimmen hinter der Naleraq, die ihr Ergebnis verdoppeln konnte. Die einstige Volkspartei Siumut halbierte ihr Ergebnis, während die Atassut etwa gleich stark blieb. Die neue Partei Qulleq verpasste den Einzug ins Parlament.

## Wahlrecht
Die 31 Abgeordneten des Inatsisartut werden unter Anwendung des Verhältniswahlrechts in einem landesweiten Wahlkreis bestimmt. Die Sitzzuteilung erfolgt nach dem D’Hondt-Verfahren.

## Ausgangslage
- IA: 12
- S: 10
- N: 4
- D: 3
- A: 2

Nach der Wahl 2021 war anfangs das Kabinett Egede I unter Múte B. Egede mit einer Koalition aus Inuit Ataqatigiit und Naleraq gebildet worden. Diese Zusammenarbeit wurde im Folgejahr durch eine Regierungszusammenarbeit aus Inuit Ataqatigiit und Siumut ersetzt und das Kabinett Egede II gebildet.
Die vorherige Wahl war erstmals zusammen mit der Kommunalwahl durchgeführt worden. Am 10. Januar 2025 wurde der Termin für die Kommunalwahl 2025 auf den 1. April 2025 festgelegt, aber vorläufig keine Entscheidung über den Wahltermin für die Parlamentswahl getroffen.  Sie musste spätestens vier Jahre nach der Wahl 2021, also bis zum 6. April 2025 stattfinden. Am 4. Februar 2025 legte das Parlament den Termin auf den 11. März 2025 fest, womit von der eigentlichen gesetzlichen Regelung, dass zwischen der Ausschreibung der Wahl und dem Wahltermin mindestens sechs Wochen liegen müssen, eine Ausnahme gemacht wurde.

## Wahlkampf
Die Wahl geriet ins Visier internationaler Aufmerksamkeit, da US-Präsident Donald Trump im Januar 2025 zum wiederholten Mal wünschte, Grönland in die USA einzugliedern (siehe Beziehungen zwischen Grönland und den Vereinigten Staaten). Dies führte zu einer politischen Krise angesichts des im Voraus zerrütteten Verhältnisses zwischen Dänemark und Grönland, bei der sich im Wahlkampf die Aufmerksamkeit der Medien hauptsächlich um die Frage drehte, ob Grönland in Zukunft weiterhin vorläufig ein Teil des Königreichs Dänemark sein sollte, die zeitnahe grönländische Unabhängigkeit angestrebt werden sollte oder ob Grönland drohte, von den USA einverleibt zu werden. Die meisten Parteien zeigten sich kritisch angesichts der Rhetorik Trumps, während die Naleraq als einzige das US-amerikanische Interesse befürwortete und die Möglichkeit sah, durch die wirtschaftliche und militärische Zusammenarbeit mit den USA die Abhängigkeit von Dänemark zu verringern und die grönländische Unabhängigkeit erreichen zu können. Trotz des medialen Fokus auf Geopolitik spielte dieses Thema im Wahlkampf jedoch nur eine geringe Rolle und wurde bei Wahlkampfdebatten teilweise nicht einmal angeschnitten. Vielmehr zeigten die Wähler Interesse für gesellschaftliche und binnenwirtschaftliche Themen wie soziale Probleme, Armut und die nationale Fischereipolitik.
Wegen des verstärkten internationalen Interesses an Grönland warnten die grönländische Folketingsabgeordnete Aaja Chemnitz und der dänische Geheimdienst PET vor einer Einmischung in das Wahlgeschehen, etwa über Fake-Accounts auf Social Media. Daher wurde am 4. Februar 2025 beschlossen, dass Parteien keine Spenden aus dem Ausland (wohl aber aus Dänemark) und keine anonymen Parteispenden mehr annehmen dürfen. Einen Tag vor der Wahl betonte Trump auf seiner Internetplattform Truth Social, dass die Bewohner Grönlands das Recht hätten, ihre Zukunft selbst zu bestimmen, versprach aber im Falle eines Anschlusses an die Vereinigten Staaten Investitionen in Milliardenhöhe sowie „Reichtum und Sicherheit“. Dies wurde als Versuch von unerwünschter Wahlbeeinflussung gesehen.

## Teilnehmende Parteien
Die fünf Parteien Inuit Ataqatigiit, Siumut, Naleraq, Demokraatit und Atassut, die bei der Wahl 2021 Sitze im Inatsisartut erzielten, treten wieder an.
Daneben steht die neue separatistische Partei Qulleq zur Wahl, die 2023 vom ehemaligen Abgeordneten der Naleraq und Siumut Henrik Fleischer gegründet wurde. Sie musste bis Ende Januar 2025 insgesamt 870 Unterschriften sammeln, um bei der Wahl antreten zu dürfen. Qulleq gelang es bis Anfang Februar 2025, die notwendige Zahl an Unterschriften einzusammeln.
Die beiden Parteien Nunatta Qitornai und Suleqatigiissitsisut, die 2021 den Einzug ins Parlament verpassten, sind seit Jahren nicht mehr öffentlich in Erscheinung getreten.
| Partei | Partei            | Kürzel | Deutsche Bedeutung     | Ausrichtung                                   | Vorsitzender          |
| ------ | ----------------- | ------ | ---------------------- | --------------------------------------------- | --------------------- |
|        | Inuit Ataqatigiit | IA     | Gemeinschaft der Inuit | demokratisch-sozialistisch                    | Múte B. Egede         |
|        | Siumut            | S      | Vorwärts               | sozialdemokratisch                            | Erik Jensen           |
|        | Naleraq           | N      | Peilmarke              | zentristisch, separatistisch, populistisch    | Pele Broberg          |
|        | Demokraatit       | D      | Demokraten             | sozialliberal                                 | Jens Frederik Nielsen |
|        | Atassut           | A      | Gemeinsinn             | konservativ, wirtschaftsliberal, unionistisch | Aqqalu Jerimiassen    |
|        | Qulleq            | Q      | Tranlampe              | separatistisch                                | Karl Ingemann         |

Es wurde vor der Wahl nur eine einzige Wahlumfrage (22. bis 27. Januar) durchgeführt, bei der die neue Partei Qulleq noch nicht inkludiert war. Bei dieser erhielt die Inuit Ataqatigiit 31 % (−6,5) der Stimmen vor der Siumut mit 22 % (−8), den Demokraatit mit 19 % (+9,5), der Naleraq mit 16,5 % (+4) und der Atassut mit 9,5 % (+2,5).

## Kandidaten
Bei der Wahl traten 213 Kandidaten an, die sich folgendermaßen auf die einzelnen Parteien verteilen:
| Partei            | Kandidaten |
| ----------------- | ---------- |
| Inuit Ataqatigiit | 39         |
| Siumut            | 51         |
| Naleraq           | 62         |
| Demokraatit       | 25         |
| Atassut           | 20         |
| Qulleq            | 16         |

Mit Ausnahme von Eqaluk Høegh, Kalistat Lund (beide Inuit Ataqatigiit) und Knud Mathiassen (parteilos, zuvor Inuit Ataqatigiit und Naleraq) traten alle bisherigen Parlamentsmitglieder erneut an. Mehrere Mitglieder waren in der vorherigen Legislatur freiwillig ausgetreten. Von diesen und denjenigen, die in der letzten Wahlperiode als Stellvertreter Mitglied gewesen waren, verzichteten Sofia Geisler, Asii Chemnitz Narup, Hans Aronsen, Charlotte Píke, Harald Bianco, Mariia Simonsen, Johan Lund Olsen (alle Inuit Ataqatigiit), Qarsoq Høegh-Dam, Aslak Wilhelm Jensen, Jens Kristian Therkelsen, Dines Mikaelsen, Najaaraq Møller (alle Siumut), Bjørk Lange Olsen (Demokraatit) und Siverth K. Heilmann (Atassut) auf eine erneute Kandidatur. Dazu kommen einige Kandidaten, die bereits in vorherigen Legislaturperioden Mitglied gewesen waren, 2021 aber nicht antraten oder nicht gewählt wurden: Iddimanngiiu Bianco, Ane Hansen (beide Inuit Ataqatigiit), Kelly Berthelsen, Knud Kristiansen, Storm Ludvigsen, Evelyn S. Mølgaard, Nikku Olsen (alle Siumut), Anthon Frederiksen, Finn Karlsen, Villy Olsvig, Vittus Qujaukitsoq (alle Naleraq), Per Berthelsen, Justus Hansen, Simigaq Heilmann, Bo Martinsen (alle Demokraatit) und Henrik Fleischer (Qulleq).

## Ergebnisse
Die beiden Regierungsparteien Inuit Ataqatigiit und Siumut verloren zusammen rund 31 % an Stimmen, was eine historische Niederlage für eine grönländische Regierungskoalition bedeutet. Zahlreiche Gebiete, wo traditionell die Siumut stärkste Kraft ist, vor allem die Dörfer, fielen an die separatistische und bei Fischern und Jägern populäre Naleraq, während die Demokraatit zahlreiche Stimmen in den zuletzt von der Inuit Ataqatigiit dominierten Städten holen konnten. Das Wahlergebnis wurde dahingehend gedeutet, dass die Lösung der internen gesellschaftlichen und wirtschaftlichen Probleme Grönlands Vorrang gegenüber einer schnellstmöglichen Unabhängigkeit hat. Es wurde vermutet, dass vor allem die große Verstaatlichung und Monopolisierung sowie die damit einhergehende Fischereipolitik für Unmut bei der Bevölkerung gesorgt hat und eine liberalere Ausrichtung gewünscht wurde, während andere durch die Wahl der Naleraq ihre Unzufriedenheit mit Dänemark zeigten.
| Listen            | Listen                 | Stimmen | %    | +/-   | Mandate | +/- |
| ----------------- | ---------------------- | ------- | ---- | ----- | ------- | --- |
|                   | Demokraatit (D)        | 8.563   | 30,3 | +21,0 | 10      | +7  |
|                   | Naleraq (N)            | 7.009   | 24,8 | +12,5 | 8       | +4  |
|                   | Inuit Ataqatigiit (IA) | 6.119   | 21,6 | −15,8 | 7       | −5  |
|                   | Siumut (S)             | 4.210   | 14,9 | −15,2 | 4       | −6  |
|                   | Atassut (A)            | 2.092   | 7,4  | +0,3  | 2       | ±0  |
|                   | Qulleq (Q)             | 305     | 1,1  | neu   | —       | neu |
| Gesamt            | Gesamt                 | 28.298  | 100  |       | 31      | —   |
|                   |                        |         |      |       |         |     |
| Ungültige Stimmen | Ungültige Stimmen      | 322     | 1,1  | −1,0  |         |     |
| Wähler            | Wähler                 | 28.620  | 70,9 | +5,0  |         |     |
| Wahlberechtigte   | Wahlberechtigte        | 40.369  |      |       |         |     |
|                   |                        |         |      |       |         |     |
| Quellen: valg.gl  |                        |         |      |       |         |     |

## Folgen
Nach der Wahl gab Wahlsieger Jens Frederik Nielsen an, eine möglichst breite Koalition eingehen zu wollen, um interne Streitigkeiten angesichts des hohen außenpolitischen Drucks zu vermeiden. Es wurden daher Koalitionsverhandlungen mit sämtlichen Parteien eingegangen. Am 24. März wurden die Verhandlungen mit der Naleraq abgebrochen, da die Partei den Beginn der Unabhängigkeitsverhandlungen (nach § 21 des Selvstyrelovens) als Ultimatum forderte. Am 28. März soll der Koalitionsvertrag zwischen den übrigen vier Parteien geschlossen werden und das Kabinett Nielsen gebildet werden.